# Sex Appeal
Sex Appeal – album Shazzy z 1992 roku.
Był to pierwszy solowy album piosenkarki i pierwotnie wydano go tylko w USA. W Polsce album pojawił się na kasetach na początku 1993 roku.

## Lista utworów
Strona A
1. Sex Appeal
2. Jesteś moim ideałem
3. Bossa Nova
4. Raczej nie

Strona B
1. Czego chcesz
2. Pomóż
3. Zemsta
4. Szept

## Twórcy
- Muzyka i słowa: Shazza, Tomasz Samborski
- Realizacja: Bartek Piasecki
- Wytwórnia: Studio J&J